# Primus Classic 2021
La Primus Classic 2021, decima edizione della corsa, valevole come prova dell'UCI ProSeries 2021 categoria 1.Pro, si svolse il 18 settembre 2021 su un percorso di 197,7 km, con partenza da Brakel e arrivo a Haacht, in Belgio. La vittoria fu appannaggio del francese Florian Sénéchal, il quale completò il percorso in 4h34'05", precedendo i belgi Tosh Van Der Sande e Jasper Stuyven.
Al traguardo di Haacht 109 ciclisti, dei 135 partiti da Brakel, hanno portato a termine la competizione.

## Squadre e corridori partecipanti
| N.    | Cod. | Squadra                  |
| ----- | ---- | ------------------------ |
| 1-7   | DQT  | Deceuninck-Quick Step    |
| 11-17 | ACT  | AG2R Citroën Team        |
| 21-27 | BOH  | Bora-Hansgrohe           |
| 31-37 | COF  | Cofidis                  |
| 41-47 | EFN  | EF Education-Nippo       |
| 51-57 | IWG  | Intermarché-Wanty-Gobert |
| 61-67 | ISN  | Israel Start-Up Nation   |
| 71-77 | LTS  | Lotto Soudal             |
| 81-87 | DSM  | Team DSM                 |
| 91-97 | TQA  | Team Qhubeka NextHash    |

| N.      | Cod. | Squadra                   |
| ------- | ---- | ------------------------- |
| 101-107 | TFS  | Trek-Segafredo            |
| 111-117 | AFC  | Alpecin-Fenix             |
| 121-127 | BWB  | Bingoal Pauwels Sauces WB |
| 131-137 | SVB  | Sport Vlaanderen-Baloise  |
| 141-147 | ARK  | Team Arkéa-Samsic         |
| 151-157 | UXT  | Uno-X Pro Cycling Team    |
| 161-167 | ABC  | Abloc CT                  |
| 171-177 | BCY  | BEAT Cycling              |
| 181-187 | EVO  | EvoPro Racing             |
| 191-197 | TIC  | Tarteletto-Isorex         |

## Ordine d'arrivo (Top 10)
| Pos. | Corridore            | Squadra    | Tempo    |
| ---- | -------------------- | ---------- | -------- |
| 1    | Florian Sénéchal     | Deceuninck | 4h34'05" |
| 2    | Tosh Van Der Sande   | Lotto      | s.t.     |
| 3    | Jasper Stuyven       | Trek       | s.t.     |
| 4    | Mikkel Honoré        | Deceuninck | s.t.     |
| 5    | Simon Clarke         | Qhubeka    | a 4"     |
| 6    | Yves Lampaert        | Deceuninck | s.t.     |
| 7    | Zdeněk Štybar        | Deceuninck | a 1'00"  |
| 8    | Mathieu van der Poel | Alpecin    | s.t.     |
| 9    | Giacomo Nizzolo      | Qhubeka    | s.t.     |
| 10   | Davide Ballerini     | Deceuninck | s.t.     |